# 歌川貞孝
歌川 貞孝（うたがわ さだたか、生没年不詳）とは、江戸時代の浮世絵師。

## 来歴
歌川国貞の門人。歌川の画姓を称し、作画期は天保頃とされる。『浮世絵編年史』と『増訂浮世絵』によれば、文政11年（1828年）建立の豊国先生瘞筆之碑に「国貞社中」として「貞孝」の名が見られるが、作や経歴については不明。